# Maksim Malutin
Maksim Siergiejewicz Malutin, ros. Максим Сергеевич Малютин, biał. Максім Сяргеевіч Малюцін – Maksim Siarhiejewicz Malucin (ur. 16 września 1988 w Jarosławiu, ZSRR) – białoruski hokeista pochodzenia rosyjskiego. Reprezentant Białorusi, olimpijczyk.

## Kariera
- HK Witebsk 2 (2005-2008)
- HK Witebsk (2006-2010)
- Junost' Mińsk (2010-2012)
- Junior Mińsk (2012–2013)
- HK Szachcior Soligorsk (2013-2021)

Pochodzi z terenu obecnej Rosji. Karierę rozwijał w białoruskim klubie HK Witebsk. Od czerwca 2013 zawodnik Szachciora Soligorsk. W maju 2021 odszedł z klubu.
Został reprezentantem Białorusi. Uczestniczył w turniejach mistrzostw świata juniorów do lat 20 w 2008 oraz Zimowych Igrzysk Olimpijskich 2010.

## Sukcesy
Klubowe
- Złoty medal mistrzostw Białorusi: 2011 z Junostią Mińsk, 2015 z Szachciorem Soligorsk
- Puchar Kontynentalny: 2011 z Junostią Mińsk
- Brązowy medal mistrzostw Białorusi: 2013, 2018, 2019, 2021 z Szachciorem Soligorsk
- Srebrny medal mistrzostw Białorusi: 2016, 2020 z Szachciorem Soligorsk

Indywidualne
- - Pierwsze miejsce w klasyfikacji średniej goli straconych na mecz: 1,51[3]
  - Pierwsze miejsce w klasyfikacji skuteczności interwencji: 94,96%
  - Najlepszy bramkarz turnieju[4]
- Ekstraliga białoruska w hokeju na lodzie (2013/2014):
  - Pierwsze miejsce w klasyfikacji średniej goli straconych na mecz: 1,74
- Ekstraliga białoruska w hokeju na lodzie (2014/2015):
  - Najlepszy bramkarz sezonu[5]
- Ekstraliga białoruska w hokeju na lodzie (2015/2016):
  - Czwarte miejsce w klasyfikacji średniej goli straconych na mecz w sezonie zasadniczym: 1,85[6]
  - Piąte miejsce w klasyfikacji skuteczności interwencji w sezonie zasadniczym: 91,1%[7]
  - Drugie miejsce w klasyfikacji średniej goli straconych na mecz w fazie play-off: 1,51[8]
  - Drugie miejsce w klasyfikacji skuteczności interwencji w fazie play-off: 93,8%[9]
  - Najlepszy obrońca sezonu[10]
- Ekstraliga białoruska w hokeju na lodzie (2016/2017):
  - Piąte miejsce w klasyfikacji średniej goli straconych na mecz w sezonie zasadniczym: 1,97[11]
- Ekstraliga białoruska w hokeju na lodzie (2017/2018):
  - Piąte miejsce w klasyfikacji średniej goli straconych na mecz w sezonie zasadniczym: 1,88[12]
- Ekstraliga białoruska w hokeju na lodzie (2018/2019):
  - Trzecie miejsce w klasyfikacji skuteczności interwencji w sezonie zasadniczym: 93,5[13]
  - Piąte miejsce w klasyfikacji średniej goli straconych na mecz w sezonie zasadniczym: 1,58[14]
  - Piąte miejsce w klasyfikacji średniej goli straconych na mecz w fazie play-off: 1,78[15]
- Ekstraliga białoruska w hokeju na lodzie (2019/2020)[16]:
  - Drugie miejsce w klasyfikacji średniej goli straconych na mecz w fazie play-off: 1,66
  - Najbardziej Wartościowy Zawodnik (MVP) Pucharu Prezydenta[17]
  - Najlepszy bramkarz sezonu[18]